# Territorio de Antofagasta
El territorio de Antofagasta corresponde a la zona incorporada a Chile en 1879 tras la Guerra del Pacífico, comprendiendo lo que fue la posterior provincia de Antofagasta.

## Historia
El territorio de Antofagasta fue incorporado a Chile en 1879, durante la Guerra del Pacífico, y se correspondía con el departamento del Litoral de la República de Bolivia. Hasta 1888, año de la creación de la antigua provincia de Antofagasta, y en palabras del Ministro del Interior y próximo presidente de Chile José Manuel Balmaceda, el territorio "no está ni en la categoría de provincia ni en la de departamento". En ese sentido, en el Congreso Nacional de Chile se discutió sobre la anexión del territorio de Antofagasta a la provincia de Atacama como departamento, pero decía Balmaceda en 1884 que Antofagasta contaba "con intereses de alta consideración, debe mantener una administración y una acción propia, sin depender de otra provincia. Antofagasta debe ser provincia, y si por ahora no puede serlo, ello se debe a dificultades de otro género que será menester allanar. Pero no pudiendo agregarse como departamento a otra provincia, será preciso considerarlo como territorio".
El boletín de la Sociedad de Fomento Fabril expresaba en 1888 sobre el territorio de Antofagasta:

"El territorio de Antofagasta aparece separado de la provincia de Tarapacá, por el norte, y de la de Atacama, por el sur, por líneas de puntos más gruesas que las adoptadas en el resto del mapa para separar las provincias, y las cuales semejan más bien la línea escogida para indicar los límites del Estado. Tal vez los autores han tomado en consideración que Antofagasta no forma aún parte del país y que es, en realidad, un territorio extranjero administrado por Chile. Pero sucede que las leyes chilenas que crearon la provincia de Tarapacá y reformaron los límites y la subdivisión administrativa de Atacama, segregaron de ambos territorios que fueron agregados al de Antofagasta, por lo cual esta provincia se forma en la actualidad en parte con los terrenos bolivianos que Chile administra y en parte con territorios eminentemente chilenos (todo lo que queda al norte del río Loa y al sur del grado 23 de latitud)."